# Washingtonovo jezero
Washingtonovo jezero (angl. Lake Washington) je velké sladkovodní jezero, na jehož březích leží mj. i město Seattle. Je to největší jezero v okrese King a po jezeře Chelan druhým největším ve státě Washington. Mezi nejvýznamnější města na jeho březích patří již zmíněný Seattle na západě, Bellevue a Kirkland na východě, Renton na jihu a Kenmore na severu. Hlavními přítoky jsou řeky Sammamish a Cedar.
Jezero bylo pojmenováno v roce 1854 Thomasem Mercerem po Georgi Washingtonovi. V jazyce indiánského kmene Duwamišů nese jméno Xacuabš (čes. velké množství vody). Přibližně od roku 1900 začala města na pobřeží vypouštět do jezera splašky, což mělo za následek drastické znečištění jezera. V šedesátých letech minulého století ale vláda učinila důležité kroky, které jezero změnily k čistějšímu. Letecká společnost Kenmore Air provozuje v Kenmoru letiště pro hydroplány.

## Geografie
Jezero je dlouhé a úzké, bylo vyhloubeno ledovci. Když se kordillerský ledovec v pozdním pleistocénu prodíral směrem na jih, potkával skupiny tvrdších i měkčích skal. Když led taje, jezero se naplní ledovcovou vodou, kterou zadržely morény. U takto vzniklých jezer (v angl. odborný název ribbon lake) je obvykle na jednom konci přítok a na druhém odtok. U Washingtonova jezera jsou ale na obou stranách přítoky.

## Řeky a potoky
Vedle již zmíněných řek Sammamish a Cedar napájejí jezero také menší potoky, mezi které patří:
- Taylor Creek
- Ravenna Creek
- Thornton Creek
- Kelsey Creek
- Juanita Creek
- Coal Creek

## Kanály a mosty
Před výstavbou lodního kanálu Lake Washington Ship Canal v roce 1916 prováděla hlavní odtok vody z jezera řeka Black River, která ústila do řeky Duwamish a ta zase do Elliottova zálivu. Při otevření kanálu ztratila normální úroveň jezera téměř tři metry. Řeka Black River kvůli kanálu zmizela, její koryto je nyní suché.
Přes jezero se dá dostat po plovoucích mostech, které zde stojí kvůli hloubce jezera a jeho blátivému dnu, kvůli kterým zde nemohou být pilíře pro visuté mosty. Tři plovoucí mosty tedy přetínají jezero, jsou to Evergreen Point Floating Bridge – nejdelší plovoucí most na světě, přenášející Washington State Route 520, Lacey V. Murrow Bridge, Third Lake Washington Bridge a East Channel Bridge, které přenášejí Interstate 90. Všechny mosty patří k nejdelším svého druhu na světě.
V roce 1990 spadla do vody část mostu Lacey V. Murrowa a málem bylo plovoucím mostům odzvoněno. Vyšetřování washingtonského ministerstva dopravy ale odhalilo, že příčinou bylo špatné zacházení při renovaci mostu.
V roce 1950 se Murrowův most stal bezplatným a odzvonilo tak trajektům, které na jezeře fugnovaly od osmdesátých let devatenáctého století.

## Města na pobřeží
- Seattle
- Bellevue
- Renton
- Kirkland
- Mercer Island
- Kenmore
- Lake Forest Park
- Newcastle
- Medina
- Yarrow Point
- Hunts Point
- Beaux Arts Village